# Ramiro de León Carpio
Ramiro de León Carpio (Cidade da Guatemala, 12 de janeiro de 1942 – Miami, 16 de abril de 2002) foi um político guatemalteca que foi presidente do país de 6 de junho de 1993 a 14 de janeiro de 1996.